# Kuta (Foča, BiH)
Kuta je naseljeno mjesto u općini Foča, Republika Srpska, BiH. Nalazi se uz prometnicu M18. Sjeverozapadno su rudnici, a istočno je izvor rijeke Bistrice.
Nastala je 1952. spajanjem Kute Donje, Kute Gornje, Risjaka i Trebične (Trebičine) (Sl.list NRBiH, br.11/52).

## Stanovništvo
| Narod     | Popis 1961. | Popis 1971. | Popis 1981. | Popis 1991. |
| --------- | ----------- | ----------- | ----------- | ----------- |
| Hrvati    |             | 1           | 1           |             |
| Muslimani |             |             | 10          | 5           |
| Srbi      | 228         | 204         | 188         | 125         |
| ostali    | 5           |             | 4           |             |
| Ukupno    | 233         | 205         | 205         | 130         |